# Rudkøbing
Rudkøbing – duńskie miasto leżące na wyspie Langeland, siedziba władz gminy Langeland (do 2007 gminy Rudkøbing). 
W Rudkøbing urodzili się duńscy fizycy i chemicy Hans Christian Ørsted oraz Anders Sandøe Ørsted, a także aktor Nikolaj Coster-Waldau.